# Гріггстаун (Нью-Джерсі)
Гріггстаун (англ. Griggstown) — переписна місцевість (CDP) в США, в окрузі Сомерсет штату Нью-Джерсі. Населення — 835 осіб (2020).

## Географія
Гріггстаун розташований за координатами 40°26′24″ пн. ш. 74°35′54″ зх. д. / 40.44000° пн. ш. 74.59833° зх. д. (40.439868, -74.598319).  За даними Бюро перепису населення США в 2010 році переписна місцевість мала площу 6,52 км², з яких 6,34 км² — суходіл та 0,19 км² — водойми.

## Демографія
Згідно з переписом 2010 року, у переписній місцевості мешкало 819 осіб у 346 домогосподарствах у складі 230 родин. Густота населення становила 126 осіб/км².  Було 364 помешкання (56/км²).
Расовий склад населення:
| - 86,8 % — білих - 4,0 % — азіатів - 2,8 % — чорних або афроамериканців - 0,2 % — корінних американців - 2,6 % — осіб інших рас |

До двох чи більше рас належало 3,5 %. Частка іспаномовних становила 6,2 % від усіх жителів.
За віковим діапазоном населення розподілялося таким чином: 18,1 % — особи молодші 18 років, 64,4 % — особи у віці 18—64 років, 17,5 % — особи у віці 65 років та старші. Медіана віку мешканця становила 44,9 року. На 100 осіб жіночої статі у переписній місцевості припадало 101,7 чоловіків;  на 100 жінок у віці від 18 років та старших — 101,5 чоловіків також старших 18 років.
Середній дохід на одне домашнє господарство  становив 153 591 долар США (медіана — 130 455), а середній дохід на одну сім'ю — 157 129 доларів (медіана — 132 424). За межею бідності перебувало 8,1 % осіб, у тому числі 0,0 % дітей у віці до 18 років та 21,2 % осіб у віці 65 років та старших.
Цивільне працевлаштоване населення становило 526 осіб. Основні галузі зайнятості: освіта, охорона здоров'я та соціальна допомога — 29,8 %, виробництво — 14,6 %, мистецтво, розваги та відпочинок — 14,3 %.